# Albert Coates
Pour les articles homonymes, voir Coates.
Albert Coates, né le 23 avril 1882 à Saint-Pétersbourg et mort le 11 décembre 1953 au Cap, est un chef d'orchestre et compositeur anglais. Né à Saint-Pétersbourg, où son père anglais est un homme d'affaires. Il étudie en Russie, en Angleterre et en Allemagne, avant de commencer une carrière en tant que chef d'orchestre dans différents théâtres d'opéra allemand. Il connaît le succès en Angleterre en dirigeant Wagner à Covent Garden en 1914, puis en 1919, il est nommé chef principal du Orchestre symphonique de Londres.
Ses points forts de chef sont à l'opéra et dans le répertoire russe, sans être aussi impressionnant au cœur du répertoire symphonique austro-allemand. Après 1923, ayant échoué à conserver un poste permanent en Angleterre, pour une grande partie du reste de sa vie, se succèdent les invitations dans le reste de l'Europe et aux États-Unis. Dans ses dernières années, il est nommé à la tête d'un orchestre en Afrique du Sud, où il meurt âgé de 71 ans.
En tant que compositeur, Coates est peu connu. Il a néanmoins composé sept opéras, dont l'un monté à Covent Garden. Il a également écrit quelques œuvres pour orchestre.

## Biographie

### Jeunesse
Coates est né à Saint-Pétersbourg, en Russie. Il est le plus jeune des sept fils d'un père originaire du Yorkshire, Charles Thomas Coates qui dirige la branche russe d’une entreprise anglaise, et Mary Ann Gibson, qui est née et a grandi en Russie, de parents britanniques. Il apprend le violon, le violoncelle et le piano, comme un petit russe. Dès ses douze ans, il est élevé en Angleterre. Après un passage au Royal Naval College de Dartmouth, il étudie les sciences à l'Université de Liverpool,.
Coates retourne en Rusie pour se joindre à l'entreprise de son père, mais parallèlement,  il étudie la composition avec Nikolai Rimsky-Korsakov. En 1902, il s'inscrit au Conservatoire de Leipzig, pour étudier le violoncelle avec Julius Klengel et le piano avec Robert Teichmüller, mais il est amené à fréquenter les classes de direction d'orchestre d'Arthur Nikisch.
Nikisch nomme Coates répétiteur à l'opéra de Leipzig. Il fait ses débuts en tant que chef d'orchestre en 1904 dans Les Contes d'Hoffmann d'Offenbach. Puis il est engagé comme chef à l'opéra d'Elberfeld en 1906, à la suite de Fritz Cassirer. Ensuite il un poste de chef assistant à la Semperoper, de Dresde (1907–08), sous Ernst von Schuch et à Mannheim en 1909 sous Artur Bodanzky. Il donne son premier concert londonien en mai 1910, avec le London Symphony Orchestra, dans un programme constitué d'une symphonie de Maximilian Steinberg, le premier concerto pour piano de Tchaikovsky et de la septième symphonie de  Beethoven. La critique du Times le jugeait « sonore et artistique », mais « pas particulièrement intéressant à voir ». La même année, il est invité par Eduard Nápravník à diriger au Théâtre Mariinsky de Saint Petersbourg.
Sa production de Siegfried au Mariinsky conduit à sa nomination en tant que chef d'orchestre principal de l'Opéra Impérial russe, qu'il conserve cinq ans, durant lesquels il est associé avec des musiciens russes, notamment Alexandre Scriabine et devient un ardent défenseur de sa musique. En juillet 1910, il épouse Ella Lizzie Holland.

### Carrière internationale
Le premier concert de Coates à Covent Garden a lieu en 1914, lors de la saison Wagner. Il remporte d'élogieuses critiques pour sa direction de Tristan und Isolde et particulièrement pour son Die Meistersinger. Lorsqu'il dirige l'œuvre de Puccini, Manon Lescaut, plus tard dans la même saison, elle reçoit les mêmes éloges, mais moins son Parsifal.
La Révolution russe de 1917, n'a d'abord pas nui à Coates. Le gouvernement soviétique l'a nommé "président de tous les opéras en Russie soviétique", basé à Moscou. En 1919, cependant les conditions de vie en Russie sont devenues désespérées. Coates est tombé gravement malade et, avec beaucoup de difficulté, quitte la Russie avec sa famille, par le biais de la Finlande, en avril 1919. Après son installation en Angleterre, il occupe le poste de chef du LSO. Dans un article consacré à son premier concert, The Times le salue chaleureusement, avec le jeune Adrian Boult ; Geoffrey Toye, dans un article du "The Conductor's Art". En septembre 1919, il enseigne dans la nouvelle classe de formation à l'opéra du Royal College of Music. Dans le compte-rendu de la nomination, The Times écrit : « Il n'y a que peu de musiciens dans ce pays avec une si large et cosmopolite expérience du spectacle lyrique. ».
Le mois suivant, il se produisit un incident évoqué dans de nombreux livres et articles. Le LSO donne la première mondiale du Concerto pour violoncelle d'Edward Elgar sous la direction du compositeur, mais Coates, qui dirigeait le reste du programme, s'était approprié le temps de répétition alloué à Elgar. En conséquence, l'orchestre a donné une interprétation notoirement insuffisante. Elgar ne s'est jamais plaint publiquement, mais le monde musical savait en privé le comportement de Coates. À cette exception près, dans les années d'après-guerre, Coates sert les compositeurs anglais en donnant la création d'œuvres de grandes envergures, y compris la version révisée de A London Symphony (1920) de Vaughan Williams, du Requiem (1922) de Delius, de la première symphonie (1922) de Bax et la Symphonie chorale (1925) de Holst. Il dirige beaucoup d'autres œuvres nouvelles de compositeurs britanniques, notamment la seconde interprétation intégrale des Planètes de Holst en 1920, juste deux ans après la création. Parmi les autres œuvres introduite en Angleterre par Coates, on note le Concerto pour piano nº 3 de Prokofiev et le Quatrième Rachmaninoff, chacun interprétés par le compositeur en soliste. En janvier 1926, il donne la première scénique en dehors de la Russie de l'opéra de Rimski-Korsakov, La Légende de la ville invisible de Kitège, au Grand théâtre du Liceu de Barcelone.
Après l'expiration de son contrat avec le LSO en 1922, Coates n'a tenu aucun poste de direction permanent au Royaume-Uni, même s'il dirige les festivals de musique Leeds en 1922 et 1925. En 1923, il est nommé directeur en commun avec Eugene Goossens du Rochester Philharmonic Orchestra aux États-Unis. Il est parmi les cofondateurs de l'American Opera Company de Vladimir Rosing. Coates quitte Rochester en 1925, à la suite d'un désaccord sur la politique artistique avec le financeur de l'orchestre, George Eastman. La raison de son échec à obtenir un poste permanent en Angleterre était, selon un commentateur, que bien qu'il soit un bon chef d'orchestre d'opéra et de musique russe, « ses interprétations des classiques viennois étaient moins acceptables » et comme ceux-ci étaient plus importantes dans la vie musicale britannique, « Coates a échoué à remporter une plus haute réputation parmi ses compatriotes »

### Dernières années
En 1925, Coates est invité à l'opéra de Paris, et continue à faire des apparitions régulières dans de nombreux centres artistiques du monde jusqu'en 1939. Il dirige à l'opéra en Italie de 1827 à 1929 et en Allemagne, à l'Opéra de Berlin en 1931 ; des Concerts avec l'Orchestre philharmonique de Vienne (1935) et aux Pays-Bas, Suède et en URSS par trois fois.
Le 13 novembre 1936, la BBC diffuse le premier opéra télévisé du monde : des scènes de Pickwick de Coates, dirigé par Rosing, présentées avant la première de l'œuvre. Coates et Rosing ont lancé une saison de musique dramatique anglaise à Covent Garden, la semaine suivante
Au début de la Seconde Guerre mondiale, Coates s'installe aux États-Unis, où avec Rosing, il fonde l'Association de l'opéra de la Californie du Sud. Parmi les productions, on trouve l'opéra de Coates, Gainsborough's Duchess. Il est invité à dirgé le Los Angeles Philharmonic et travaille brièvement pour Hollywood, en faisant des apparitions dans deux films de la MGM.
En 1946, Coates s'installe en Afrique du Sud pour diriger l'orchestre symphonique de Johannesbourg et plus tard l'orchestre municipal du Cap,. Il se fixe dans la banlieue du Cap, à Milnerton, avec sa seconde épouse, Vera Joanna Nettlefold, une soprano connue sous le nom de Vera de Villiers, et meurt en 1953. L’Oxford Dictionary of National Biography dit à son propos : « Bien qu'il soit important pour la fortune de l'Orchestre symphonique de Londres immédiatement après la Première Guerre mondiale, sa contribution à la vie musicale britannique fut éphémère. En tant que compositeur, il a perdu sa place dans le répertoire et comme interprète, seuls s'en souviennent les collectionneurs intéressés par les enregistrements historiques. ».

## Œuvres
Dans l'avis de décès de Coates, The Times écrit que ses compositions « sont tombés entre les deux chaises du caractère national et de la sympathie internationale, avec un résultat ambigu » Le Grove Dictionary of Music and Musicians le décrit comme « plus techniquement compétent qu'imaginatif ». Ses œuvres comprennent cinq opéras dont Samuel Pepys et Pickwick ; la première est donnée en allemand, à Munich en 1929 et plus tard en anglais à Covent Garden en 1936 ; et The Myth Beautiful (1920). Ses œuvres pour le concert, comprennent un concerto pour piano et un poème symphonique, The Eagle, dédié à la mémoire de son ancien maître Arthur Nikisch, qui est créé à Leeds en 1925.

## Enregistrements
Coates fait dès ses débuts d'importantes contributions à l'interprétation de la musique orchestrale au disque, en commençant, en 1920, avec Le Poème de l'extase de Scriabine et après de nombreux extraits du L'Anneau du Nibelung de Wagner, il enregistre deux fois, en 1923 et 1926, la Neuvième symphonie de Beethoven. Il dirige en 1929, le premier enregistrement de la Messe en si mineur, BWV 232 de Bach, et en 1930, la première au disque également du troisième concerto pour piano de Rachmaninoff, avec Vladimir Horowitz.